# Practical Magic
Practical Magic is een Amerikaanse romantische fantasykomedie uit 1998 onder regie van Griffin Dunne. De film is gebaseerd op de gelijknamige roman, geschreven door Alice Hoffman. Dianne Wiest werd voor haar bijrol als tante Bridget 'Jet' Owens genomineerd voor een American Comedy Award.

## Verhaal
Sally en Gillian Owens hebben altijd geweten dat ze anders waren. Na de plotse dood van hun ouders werden ze als kind opgevangen door hun tante Bridget en tante Frances. Ze wonden er op geen enkel moment doekjes om dat ze heksen waren. Meer zelfs, ze geven de fakkel door aan Sally en Gillian en leerden hen alle kneepjes van de tovenarij. De tantes verzwegen ook niet dat er een eeuwenoude vloek rust op de Owensvrouwen en dat alle mannen op wie ze verliefd zouden worden zouden sterven. Vandaag zijn Sally en Gillian twee vrouwen die al hun bovennatuurlijke krachten moeten aanwenden om de vloek te verbreken en een gevaarlijke zombie het zwijgen op te leggen.

## Rolverdeling
| Acteur            | Personage             |
| ----------------- | --------------------- |
| Sandra Bullock    | Sally Owens           |
| Nicole Kidman     | Gillian Owens         |
| Stockard Channing | Frances Owens         |
| Dianne Wiest      | Bridget 'Jet' Owens   |
| Goran Višnjic     | James 'Jimmy' Angelov |
| Aidan Quinn       | Gary Hallet           |
| Evan Rachel Wood  | Kylie Owens           |
| Alexandra Artrip  | Antonia Owens         |
| Mark Feuerstein   | Michael               |